# NGC 215

NGC 215

إن جي سي 215 أو NGC 215 هي مجرة في كوكبة العنقاء اكتشفت في 28 أكتوبر 1834.

## روابط خارجية
- NGC 215 على موقع ويكي سكاي: DSS2, SDSS, GALEX, IRAS, Hydrogen α, X-Ray, Astrophoto, Sky Map, Articles and images